# Бодогизел
Бодогизел, Богис или Бертран (Boggis, Bohggis, Bodogisel, † 660) от династията Меровинги, е херцог на Аквитания през 632 – 660 г. и вероятно херцог на Гаскона.

## Биография
Той е вероятно син на крал Хариберт II († 8 април 632) и на Гизела Гасконска, дъщеря на Аманд, крал на Гасконите.
Бодогизел става херцог на Аквитания след Хилперих Аквитански († 632).
Той е женен от ок. 645 г. за Ода († 735), и е баща или чичо на Одо († 735), херцог на Аквитания, на Свети Хуберт († 727), първият епископ на Лиеж, и на Имитарий.